# Sovrani del Portogallo
Questo è un elenco di monarchi portoghesi dall'indipendenza del Portogallo dalla Castiglia, nel 1139, all'inizio della Repubblica, proclamata il 5 ottobre 1910. L'elenco include le Case di Borgogna, Aviz, Asburgo e Braganza.

## Conti del Portogallo (868-1139)

### Prima Contea del Portogallo (868-1071)

#### Vímara Peres (868 - 1071)
| Ritratto | Nome (nascita–morte)                        | Regno  | Regno | Matrimoni                                          | Note                                                            |
| Ritratto | Nome (nascita–morte)                        | Inizio | Fine  | Matrimoni                                          | Note                                                            |
| -------- | ------------------------------------------- | ------ | ----- | -------------------------------------------------- | --------------------------------------------------------------- |
|          | Vímara Peres (820 circa – 873)              | 868    | 873   | Trudilde un figlio e una figlia                    | Figlio di Pedro Theón, figlio di Bermudo I delle Asturie        |
|          | Lucídio Vimaranes (? – 922)                 | 873    | 922   | Gudilona Mendes tre figli                          | Figlio di Vímara Peres                                          |
|          | Diego Fernandes (? – 928)                   | 922    | 926   | Onega Lucides un figlio e tre figlie               | Marito di Onega Lucides, figlia di Lucídio Vimaranes            |
|          | Mendo I Gonçalves (? – 943)                 | 926    | 943   | Mumadona Dias quattro figli e due figlie           | Marito di Mumadona Dias                                         |
|          | Muniadona Díaz (prima del 926 – dopo il 968 | 943    | 950   | Mendo I Gonçalves quattro figli e due figlie       | Figlia di Diego Fernandes                                       |
|          | Gonzalo Mendes (925 circa – 997)            | 950    | 997   | Ilduara Pais quattro figli e una figlia            | Figlio di Mendo I e Mumadona                                    |
|          | Mendo II Gonçalves (? – 1008)               | 997    | 1008  | Tutadona Moniz di Coimbra sette figli e due figlie | Figlio di Gonzalo Mendes                                        |
|          | Alvito Nunes (? – 1016)                     | 1008   | 1016  | Gotina tre figli e una figlia                      | Nipote di Alvito Lucides, figlio di Lucídio Vimaranes           |
|          | Nuno I Alvites (1017 – 1028)                | 1016   | 1028  | Ilduara Menéndez due figli e una figlia            | Figlio di Alvito Nunes                                          |
|          | Mendo III Nunes (1028 – 1050)               | 1028   | 1050  | Non nota un figlio                                 | Figlio di Nuno I Alvites; la madre Ilduara esercitò la reggenza |
|          | Nuno II Mendes (? – 1071)                   | 1050   | 1071  | Goncinha nessun figlio                             | Figlio di Mendo III Nunes; morto nella battaglia di Pedroso     |

### Dominio Galiziano (1071-1093)

#### Navarra (1071 - 1093)
| Ritratto | Nome (nascita–morte)                           | Regno  | Regno          | Matrimoni | Note |
| Ritratto | Nome (nascita–morte)                           | Inizio | Fine           | Matrimoni | Note |
| -------- | ---------------------------------------------- | ------ | -------------- | --- | --- |
|          | García I di Galizia (1042 circa – 1090)        | 1065   | 1071 (deposto) | - | Figlio di Ferdinando I di Castiglia; Divenuto re di Galizia, annesse la Contea del Portogallo ai suoi domini sconfiggendo Nuno II Mendes nella battaglia di Pedroso; Venne deposto dal fratello Sancho II |
|          | Sancho II di Castiglia (1036 – 7 ottobre 1072) | 1071   | 1072           | Alberta nessun figlio | Figlio di Ferdinando I di Castiglia; Divenuto re di Castiglia, si scontrò con i fratelli García e Alfonso; Dopo essersi alleato con quest'ultimo, spodestò García, per poi sconfiggere anche Alfonso, riuscendo così a riunire le corone di Castiglia,di León e di Galizia                                                                                                  |
|          | García I di Galizia (1042 circa – 1090)        | 1072   | 1073 (deposto) | - | Dopo esser stato deposto dal fratello Sancho, alla morte di quest'ultimo riuscì a recuperare il proprio regno, per poi essere nuovamente, e definitivamente, deposto dal fratello Alfonso |
|          | Alfonso VI di León (1040 circa – 1109)         | 1073   | 1093           | (1) Agnese d'Aquitania nessun figlio (2) Costanza di Borgogna una figlia (3) Berta di Borgogna nessun figlio (4) Beatrice d'Aquitania nessun figlio | Figlio di Ferdinando I di Castiglia; Divenuto re di León, si scontrò con i fratelli García e Sancho. Dopo essersi alleato con quest'ultimo e aver sconfitto García, venne spodestato ed esiliato dallo stesso Sancho. Alla morte di Sancho riuscì a ottenere le corone di Castiglia e León,per poi conquistare quella di Galizia catturando ed esiliando il fratello García |

### Seconda Contea del Portogallo (1093-1143)

#### Borgogna (1093 - 1143)
| Ritratto | Nome (nascita–morte)                                 | Regno           | Regno                       | Matrimoni                                    | Note |
| Ritratto | Nome (nascita–morte)                                 | Inizio          | Fine                        | Matrimoni                                    | Note |
| -------- | ---------------------------------------------------- | --------------- | --------------------------- | -------------------------------------------- | --- |
|          | Enrico di Borgogna (1069 circa – 22 maggio 1112)     | 1093            | 22 maggio 1112              | Teresa di León tre figli e tre figlie        | Fratello dei duchi di Borgogna Ugo I e Oddone I, infeudato della Contea del Portogallo da Alfonso VI di León |
|          | Teresa di León (1080 circa – 1º novembre 1130)       | 22 maggio 1112  | 6 dicembre 1128 (deposta)   | Enrico di Borgogna tre figli e tre figlie    | Figlia illegittima del re di León e Castiglia, Alfonso VI e moglie di Enrico                                 |
|          | Alfonso Henriques (25 luglio 1109 – 6 dicembre 1185) | 6 dicembre 1128 | 27 luglio 1139 (diventa Re) | Mafalda di Savoia tre figli e quattro figlie | Figlio di Enrico e Teresa; fautore dell'indipendenza portoghese, fu proclamato re dalle sue truppe           |

## Re del Portogallo (1139-1910)

### Prima indipendenza (1139-1580)

#### Borgogna (1139 - 1383)
| Ritratto | Nome (nascita–morte)                                           | Regno            | Regno                   | Matrimoni | Note |
| Ritratto | Nome (nascita–morte)                                           | Inizio           | Fine                    | Matrimoni | Note |
| -------- | -------------------------------------------------------------- | ---------------- | ----------------------- | --- | --- |
|          | Alfonso I il Conquistatore (25 luglio 1109 – 6 dicembre 1185)  | 27 luglio 1139   | 6 dicembre 1185         | Mafalda di Savoia tre figli e quattro figlie | Fu riconosciuto dal re Alfonso VII il 5 ottobre 1143 e dal legato del papa Innocenzo II il 1º maggio 1144 |
|          | Sancio I il Popolatore (11 novembre 1154 – 26 marzo 1212)      | 6 dicembre 1185  | 26 marzo 1212           | Dolce di Barcellona cinque figli e sei figlie | Figlio di Alfonso I                                                                                       |
|          | Alfonso II il Grasso (23 aprile 1185 – 25 marzo 1223)          | 26 marzo 1212    | 25 marzo 1223           | Urraca di Castiglia quattro figli e una figlia | Figlio di Sancio I                                                                                        |
|          | Sancio II il Pio (8 settembre 1207 – 4 gennaio 1248)           | 25 marzo 1223    | 4 gennaio 1248          | Mencía López de Haro nessun figlio | Figlio di Alfonso II; nel 1247 fu esiliato dal fratello, che gli successe alla sua morte                  |
|          | Alfonso III il Restauratore (5 maggio 1210 – 16 febbraio 1279) | 4 gennaio 1248   | 16 febbraio 1279        | (1) Matilde II di Boulogne due figli (2) Beatrice di Castiglia e Guzmán quattro figli e quattro figlie                                            | Figlio di Alfonso II                                                                                      |
|          | Dionigi l'Agricoltore (9 ottobre 1261 – 7 gennaio 1325)        | 16 febbraio 1279 | 7 gennaio 1325          | Isabella di Aragona un figlio e una figlia | Figlio di Alfonso III                                                                                     |
|          | Alfonso IV l'Ardito (8 febbraio 1291 – 28 maggio 1357)         | 7 gennaio 1325   | 28 maggio 1357          | Beatrice di Castiglia e Molina quattro figli e tre figlie                                                                                         | Figlio di Dionigi                                                                                         |
|          | Pietro I il Giustiziere (19 aprile 1320 – 18 gennaio 1367)     | 28 maggio 1357   | 18 gennaio 1367         | (1) Bianca di Castiglia nessun figlio (annullato) (2) Costanza Manuel de Villena due figli e una figlia (3) Inés de Castro tre figli e una figlia | Figlio di Alfonso IV                                                                                      |
|          | Ferdinando I il Bello (31 ottobre 1345 – 29 ottobre 1383)      | 18 gennaio 1367  | 29 ottobre 1383         | Eleonora Telles de Menezes due figli e una figlia                                                                                                 | Figlio di Pietro I                                                                                        |
|          | Beatrice (dicembre 1372 – dopo il 1409)                        | 22 ottobre 1383  | 6 aprile 1385 (deposta) | Giovanni I di Castiglia un figlio | Figlia di Ferdinando I; sua madre Eleonora esercitò la reggenza                                           |

#### Aviz (1385 - 1495)
| Ritratto | Nome (nascita–morte)                                              | Regno             | Regno             | Matrimoni                                                                               | Note                                                                                             |
| Ritratto | Nome (nascita–morte)                                              | Inizio            | Fine              | Matrimoni                                                                               | Note                                                                                             |
| -------- | ----------------------------------------------------------------- | ----------------- | ----------------- | --------------------------------------------------------------------------------------- | ------------------------------------------------------------------------------------------------ |
|          | Giovanni I il Buono (11 aprile 1358 – 14 agosto 1433)             | 6 aprile 1385     | 14 agosto 1433    | Filippa di Lancaster sette figli e cinque figlie                                        | Figlio illegittimo di Pietro I; fu Gran Maestro dell'Ordine d'Aviz dal 1364                      |
|          | Edoardo il Filosofo (31 ottobre 1391 – 13 settembre 1438)         | 14 agosto 1433    | 13 settembre 1438 | Eleonora d'Aragona quattro figli e cinque figlie                                        | Figlio di Giovanni I                                                                             |
|          | Alfonso V l'Africano (15 gennaio 1432 – 28 agosto 1481)           | 13 settembre 1438 | 28 agosto 1481    | (1) Isabella di Coimbra due figli e una figlia (2) Giovanna di Trastámara nessun figlio | Figlio di Edoardo; nel 1477 si ritirò in monastero e non si interessò più degli affari del regno |
|          | Giovanni II il Principe Perfetto (3 marzo 1455 – 25 ottobre 1495) | 28 agosto 1481    | 25 ottobre 1495   | Eleonora di Viseu due figli                                                             | Figlio di Alfonso V; fu luogotenente del Regno dal 1477 al 1481                                  |

#### Aviz-Beja (1495 - 1580)
| Ritratto | Nome (nascita–morte)                                         | Regno            | Regno                    | Matrimoni | Note |
| Ritratto | Nome (nascita–morte)                                         | Inizio           | Fine                     | Matrimoni | Note |
| -------- | ------------------------------------------------------------ | ---------------- | ------------------------ | --- | --- |
|          | Manuele I il Fortunato (31 maggio 1469 – 13 dicembre 1521)   | 25 ottobre 1495  | 13 dicembre 1521         | (1) Isabella di Trastámara un figlio (2) Maria di Trastámara sette figli e tre figlie (3) Eleonora d'Austria un figlio e una figlia | Figlio di Ferdinando, duca di Beja, figlio di Edoardo                                                                                           |
|          | Giovanni III il Pio (6 giugno 1502 – 11 giugno 1557)         | 13 dicembre 1521 | 11 giugno 1557           | Caterina d'Austria sei figli e tre figlie                                                                                           | Figlio di Manuele |
|          | Sebastiano I il Desiderato (20 gennaio 1554 – 4 agosto 1578) | 11 giugno 1557   | 4 agosto 1578            | - | Figlio di Giovanni Manuele, figlio di Giovanni III; regnò sotto la reggenza della nonna Caterina e poi dello zio cardinale Enrico, fino al 1568 |
|          | Enrico I il Casto (31 gennaio 1512 – 31 gennaio 1580)        | 4 agosto 1578    | 31 gennaio 1580          | - | Figlio di Manuele; fu anche Cardinale; la sua morte provocò una crisi di successione                                                            |
|          | Antonio I il Determinato (20 marzo 1531 – 26 agosto 1595)    | 24 luglio 1580   | 25 agosto 1580 (deposto) | - | Figlio illegittimo di Luigi d'Aviz, duca di Beja, figlio di Manuele I; continuò a regnare fino al 2 agosto 1583 nelle Azzorre                   |

### Unione iberica (1580 - 1640)

#### Asburgo (1580 - 1640)
| Ritratto | Nome (nascita–morte)                                       | Regno             | Regno                      | Matrimoni                                                  | Note |
| Ritratto | Nome (nascita–morte)                                       | Inizio            | Fine                       | Matrimoni                                                  | Note |
| -------- | ---------------------------------------------------------- | ----------------- | -------------------------- | ---------------------------------------------------------- | --- |
|          | Filippo I il Prudente (21 maggio 1527 – 13 settembre 1598) | 12 settembre 1580 | 13 settembre 1598          | (4) Anna d'Austria quattro figli e una figlia              | Figlio di Carlo I di Spagna e di Isabella d'Aviz, figlia di Manuele I; già Re di Spagna come Filippo II |
|          | Filippo II il Pio (14 aprile 1578 – 31 marzo 1621)         | 13 settembre 1598 | 31 marzo 1621              | Margherita d'Austria-Stiria quattro figli e quattro figlie | Figlio di Filippo I; fu Re di Spagna come Filippo III                                                   |
|          | Filippo III il Grande (8 aprile 1605 – 17 settembre 1665)  | 31 marzo 1621     | 1º dicembre 1640 (deposto) | (1) Elisabetta di Francia un figlio e sei figlie           | Figlio di Filippo II; fu Re di Spagna come Filippo IV                                                   |

### Seconda indipendenza (1640-1910)

#### Braganza (1640 - 1853)
| Ritratto | Nome (nascita–morte)                                                        | Regno             | Regno                                 | Matrimoni | Note |
| Ritratto | Nome (nascita–morte)                                                        | Inizio            | Fine                                  | Matrimoni | Note |
| -------- | --------------------------------------------------------------------------- | ----------------- | ------------------------------------- | --- | --- |
|          | Giovanni IV il Restauratore (18 marzo 1604 – 6 novembre 1656)               | 1º dicembre 1640  | 6 novembre 1656                       | Luisa di Guzmán quattro figli e quattro figlie                                                                              | Discendente di nona generazione di Giovanni I, figlio di Teodosio II di Braganza |
|          | Alfonso VI il Vittorioso (12 agosto 1643 – 12 settembre 1683)               | 6 novembre 1656   | 12 settembre 1683                     | Maria Francesca di Savoia-Nemours nessun figlio (annullato)                                                                 | Figlio di Giovanni IV; fu esiliato nel 1668 |
|          | Pietro II il Pacifico (26 aprile 1648 – 9 dicembre 1706)                    | 12 settembre 1683 | 9 dicembre 1706                       | (1) Maria Francesca di Savoia-Nemours una figlia (2) Maria Sofia del Palatinato-Neuburg cinque figli e tre figlie           | Figlio di Giovanni IV; fu reggente dopo l'esilio del fratello |
|          | Giovanni V il Magnanimo (22 ottobre 1689 – 31 luglio 1750)                  | 9 dicembre 1706   | 31 luglio 1750                        | Maria Anna d'Austria cinque figli e una figlia                                                                              | Figlio di Pietro II |
|          | Giuseppe I il Riformatore (6 giugno 1714 – 24 febbraio 1777)                | 31 luglio 1750    | 24 febbraio 1777                      | Marianna Vittoria di Spagna quattro figlie                                                                                  | Figlio di Giovanni V |
|          | Maria I la Pia o la Matta (17 dicembre 1734 – 20 marzo 1816)                | 24 febbraio 1777  | 20 marzo 1816                         | Pietro III del Portogallo quattro figli e tre figlie                                                                        | Figlia di Giuseppe I; nel 1799 suo figlio, il principe Giovanni, divenne reggente; con l'invasione francese (1807) la corte si trasferì in Brasile; dal 1815 fu anche Regina del Brasile |
|          | Pietro III il Sagrestano o l'Edificatore (5 luglio 1717 – 25 maggio 1786)   | 24 febbraio 1777  | 25 maggio 1786                        | Maria I del Portogallo quattro figli e tre figlie                                                                           | Figlio di Giovanni V; fu Re Consorte |
|          | Giovanni VI il Clemente (13 maggio 1767 – 26 marzo 1826)                    | 20 marzo 1816     | 26 marzo 1826                         | Carlotta Gioacchina di Spagna tre figli e sei figlie                                                                        | Figlio di Maria I e Pietro III; fu anche Re del Brasile (1816-1822); la corte ritornò a Lisbona nel 1821                                                                                 |
|          | Pietro IV il Liberale o il Re-Soldato (12 ottobre 1798 – 24 settembre 1834) | 26 marzo 1826     | 28 maggio 1826 (abdica)               | (1) Maria Leopoldina d'Austria tre figli e quattro figlie                                                                   | Figlio di Giovanni VI; fu Imperatore del Brasile come Pietro I |
|          | Maria II l'Istitutrice (4 aprile 1819 – 15 novembre 1853)                   | 28 maggio 1826    | 26 febbraio 1828 (deposta)            | non ancora sposata | Figlia di Pietro IV |
|          | Michele I l'Assolutista o l'Usurpatore (26 ottobre 1802 – 14 novembre 1866) | 26 febbraio 1828  | 26 maggio 1834 (deposto)              | Adelaide di Löwenstein-Wertheim-Rosenberg un figlio e sei figlie                                                            | Figlio di Giovanni VI; fu bandito dalla Costituzione del 1838, che toglieva tutti i diritti alla successione a lui e a tutti i suoi discendenti                                          |
|          | Maria II l'Istitutrice (4 aprile 1819 – 15 novembre 1853)                   | 26 maggio 1834    | 15 novembre 1853                      | (1) Augusto di Leuchtenberg-Beauharnais nessun figlio (2) Ferdinando di Sassonia-Coburgo-Gotha sette figli e quattro figlie | Reintronizzata |
|          | Ferdinando II il Re-Artista (29 ottobre 1816 – 15 dicembre 1885)            | 16 settembre 1837 | 15 novembre 1853 (morte della Regina) | Maria II del Portogallo sette figli e quattro figlie                                                                        | Sposò Maria II nel 1836 e fu Re Consorte dopo la nascita del loro primogenito |

#### Braganza-Sassonia-Coburgo-Gotha (1853-1910)
| Ritratto | Nome (nascita–morte)                                                       | Regno            | Regno                    | Matrimoni                                                  | Note                                                                                  |
| Ritratto | Nome (nascita–morte)                                                       | Inizio           | Fine                     | Matrimoni                                                  | Note                                                                                  |
| -------- | -------------------------------------------------------------------------- | ---------------- | ------------------------ | ---------------------------------------------------------- | ------------------------------------------------------------------------------------- |
|          | Pietro V lo Speranzoso (16 settembre 1837 – 11 novembre 1861)              | 15 novembre 1853 | 11 novembre 1861         | Stefania di Hohenzollern-Sigmaringen nessun figlio         | Figlio di Maria II e Ferdinando II; regnò fino al 1855 sotto la reggenza di suo padre |
|          | Luigi I il Popolare (31 ottobre 1838 – 19 ottobre 1889)                    | 11 novembre 1861 | 19 ottobre 1889          | Maria Pia di Savoia due figli                              | Figlio di Maria II e Ferdinando II                                                    |
|          | Carlo I il Diplomatico o il Martire (28 settembre 1863 – 1º febbraio 1908) | 19 ottobre 1889  | 1º febbraio 1908         | Amelia d'Orléans due figli e una figlia                    | Figlio di Luigi; fu assassinato                                                       |
|          | Manuele II lo Sfortunato o il Patriota (15 novembre 1889 – 2 luglio 1932)  | 1º febbraio 1908 | 4 ottobre 1910 (deposto) | Augusta Vittoria di Hohenzollern-Sigmaringen nessun figlio | Figlio di Carlo                                                                       |

## Linea di successione dei sovrani portoghesi
|                              |                              |                              |                              |                              |                              |                                        |                                        |                                        |                                        |                                        |                                        |                                      |                                      |                                      |                                      |                                      |                                      |                                                                          |                                  |                                  |                                  |                                  |                                  | Enrico di Borgogna *c.1069 †1112 Teresa di León *c.1080 †1130 |                                               |                                               |                                               |                                               |                                               |  |  |  |  |  |  |  |  |  |  |  |  |  |  |  |  |  |  |  |  |  |  |  |  |  |  |  |  |  |  |
|                              |                              |                              |                              |                              |                              |                                        |                                        |                                        |                                        |                                        |                                        |                                      |                                      |                                      |                                      |                                      |                                      |                                                                          |                                  |                                  |                                  |                                  |                                  |                                                               |                                               |                                               |                                               |                                               |                                               |  |  |  |  |  |  |  |  |  |  |  |  |  |  |  |  |  |  |  |  |  |  |  |  |  |  |  |  |  |  |
|                              |                              |                              |                              |                              |                              |                                        |                                        |                                        |                                        |                                        |                                        |                                      |                                      |                                      |                                      |                                      |                                      |                                                                          |                                  |                                  |                                  |                                  |                                  | ALFONSO I *1109 †1185                                         |                                               |                                               |                                               |                                               |                                               |  |  |  |  |  |  |  |  |  |  |  |  |  |  |  |  |  |  |  |  |  |  |  |  |  |  |  |  |  |  |
|                              |                              |                              |                              |                              |                              |                                        |                                        |                                        |                                        |                                        |                                        |                                      |                                      |                                      |                                      |                                      |                                      |                                                                          |                                  |                                  |                                  |                                  |                                  |                                                               |                                               |                                               |                                               |                                               |                                               |  |  |  |  |  |  |  |  |  |  |  |  |  |  |  |  |  |  |  |  |  |  |  |  |  |  |  |  |  |  |
|                              |                              |                              |                              |                              |                              |                                        |                                        |                                        |                                        |                                        |                                        |                                      |                                      |                                      |                                      |                                      |                                      |                                                                          |                                  |                                  |                                  |                                  |                                  | SANCIO I *1154 †1212                                          |                                               |                                               |                                               |                                               |                                               |  |  |  |  |  |  |  |  |  |  |  |  |  |  |  |  |  |  |  |  |  |  |  |  |  |  |  |  |  |  |
|                              |                              |                              |                              |                              |                              |                                        |                                        |                                        |                                        |                                        |                                        |                                      |                                      |                                      |                                      |                                      |                                      |                                                                          |                                  |                                  |                                  |                                  |                                  |                                                               |                                               |                                               |                                               |                                               |                                               |  |  |  |  |  |  |  |  |  |  |  |  |  |  |  |  |  |  |  |  |  |  |  |  |  |  |  |  |  |  |
|                              |                              |                              |                              |                              |                              |                                        |                                        |                                        |                                        |                                        |                                        |                                      |                                      |                                      |                                      |                                      |                                      |                                                                          |                                  |                                  |                                  |                                  |                                  | ALFONSO II *1185 †1223                                        |                                               |                                               |                                               |                                               |                                               |  |  |  |  |  |  |  |  |  |  |  |  |  |  |  |  |  |  |  |  |  |  |  |  |  |  |  |  |  |  |
|                              |                              |                              |                              |                              |                              |                                        |                                        |                                        |                                        |                                        |                                        |                                      |                                      |                                      |                                      |                                      |                                      |                                                                          |                                  |                                  |                                  |                                  |                                  |                                                               |                                               |                                               |                                               |                                               |                                               |  |  |  |  |  |  |  |  |  |  |  |  |  |  |  |  |  |  |  |  |  |  |  |  |  |  |  |  |  |  |
|                              |                              |                              |                              |                              |                              |                                        |                                        |                                        |                                        |                                        |                                        |                                      |                                      |                                      |                                      |                                      |                                      |                                                                          |                                  |                                  |                                  |                                  |                                  |                                                               |                                               |                                               |                                               |                                               |                                               |  |  |  |  |  |  |  |  |  |  |  |  |  |  |  |  |  |  |  |  |  |  |  |  |  |  |  |  |  |  |
|                              |                              |                              |                              |                              |                              |                                        |                                        |                                        |                                        |                                        |                                        |                                      |                                      |                                      |                                      |                                      |                                      | SANCIO II *1207 †1248                                                    | SANCIO II *1207 †1248            | SANCIO II *1207 †1248            | SANCIO II *1207 †1248            | SANCIO II *1207 †1248            | SANCIO II *1207 †1248            | ALFONSO III *1210 †1279                                       | ALFONSO III *1210 †1279                       | ALFONSO III *1210 †1279                       | ALFONSO III *1210 †1279                       | ALFONSO III *1210 †1279                       | ALFONSO III *1210 †1279                       |  |  |  |  |  |  |  |  |  |  |  |  |  |  |  |  |  |  |  |  |  |  |  |  |  |  |  |  |  |  |
|                              |                              |                              |                              |                              |                              |                                        |                                        |                                        |                                        |                                        |                                        |                                      |                                      |                                      |                                      |                                      |                                      | SANCIO II *1207 †1248                                                    | SANCIO II *1207 †1248            | SANCIO II *1207 †1248            | SANCIO II *1207 †1248            | SANCIO II *1207 †1248            | SANCIO II *1207 †1248            | ALFONSO III *1210 †1279                                       | ALFONSO III *1210 †1279                       | ALFONSO III *1210 †1279                       | ALFONSO III *1210 †1279                       | ALFONSO III *1210 †1279                       | ALFONSO III *1210 †1279                       |  |  |  |  |  |  |  |  |  |  |  |  |  |  |  |  |  |  |  |  |  |  |  |  |  |  |  |  |  |  |
|                              |                              |                              |                              |                              |                              |                                        |                                        |                                        |                                        |                                        |                                        |                                      |                                      |                                      |                                      |                                      |                                      |                                                                          |                                  |                                  |                                  |                                  |                                  | DIONIGI *1261 †1325                                           |                                               |                                               |                                               |                                               |                                               |  |  |  |  |  |  |  |  |  |  |  |  |  |  |  |  |  |  |  |  |  |  |  |  |  |  |  |  |  |  |
|                              |                              |                              |                              |                              |                              |                                        |                                        |                                        |                                        |                                        |                                        |                                      |                                      |                                      |                                      |                                      |                                      |                                                                          |                                  |                                  |                                  |                                  |                                  |                                                               |                                               |                                               |                                               |                                               |                                               |  |  |  |  |  |  |  |  |  |  |  |  |  |  |  |  |  |  |  |  |  |  |  |  |  |  |  |  |  |  |
|                              |                              |                              |                              |                              |                              |                                        |                                        |                                        |                                        |                                        |                                        |                                      |                                      |                                      |                                      |                                      |                                      |                                                                          |                                  |                                  |                                  |                                  |                                  | ALFONSO IV *1291 †1357                                        |                                               |                                               |                                               |                                               |                                               |  |  |  |  |  |  |  |  |  |  |  |  |  |  |  |  |  |  |  |  |  |  |  |  |  |  |  |  |  |  |
|                              |                              |                              |                              |                              |                              |                                        |                                        |                                        |                                        |                                        |                                        |                                      |                                      |                                      |                                      |                                      |                                      |                                                                          |                                  |                                  |                                  |                                  |                                  |                                                               |                                               |                                               |                                               |                                               |                                               |  |  |  |  |  |  |  |  |  |  |  |  |  |  |  |  |  |  |  |  |  |  |  |  |  |  |  |  |  |  |
|                              |                              |                              |                              |                              |                              |                                        |                                        |                                        |                                        |                                        |                                        |                                      |                                      |                                      |                                      |                                      |                                      |                                                                          |                                  |                                  |                                  |                                  |                                  | PIETRO I *1320 †1367                                          |                                               |                                               |                                               |                                               |                                               |  |  |  |  |  |  |  |  |  |  |  |  |  |  |  |  |  |  |  |  |  |  |  |  |  |  |  |  |  |  |
|                              |                              |                              |                              |                              |                              |                                        |                                        |                                        |                                        |                                        |                                        |                                      |                                      |                                      |                                      |                                      |                                      |                                                                          |                                  |                                  |                                  |                                  |                                  |                                                               |                                               |                                               |                                               |                                               |                                               |  |  |  |  |  |  |  |  |  |  |  |  |  |  |  |  |  |  |  |  |  |  |  |  |  |  |  |  |  |  |
|                              |                              |                              |                              |                              |                              |                                        |                                        |                                        |                                        |                                        |                                        |                                      |                                      |                                      |                                      |                                      |                                      |                                                                          |                                  |                                  |                                  |                                  |                                  |                                                               |                                               |                                               |                                               |                                               |                                               |  |  |  |  |  |  |  |  |  |  |  |  |  |  |  |  |  |  |  |  |  |  |  |  |  |  |  |  |  |  |
|                              |                              |                              |                              |                              |                              |                                        |                                        |                                        |                                        |                                        |                                        | FERDINANDO *1345 †1383               | FERDINANDO *1345 †1383               | FERDINANDO *1345 †1383               | FERDINANDO *1345 †1383               | FERDINANDO *1345 †1383               | FERDINANDO *1345 †1383               |                                                                          |                                  |                                  |                                  |                                  |                                  | GIOVANNI I d'Aviz (illegittimo) *1358 †1433                   | GIOVANNI I d'Aviz (illegittimo) *1358 †1433   | GIOVANNI I d'Aviz (illegittimo) *1358 †1433   | GIOVANNI I d'Aviz (illegittimo) *1358 †1433   | GIOVANNI I d'Aviz (illegittimo) *1358 †1433   | GIOVANNI I d'Aviz (illegittimo) *1358 †1433   |  |  |  |  |  |  |  |  |  |  |  |  |  |  |  |  |  |  |  |  |  |  |  |  |  |  |  |  |  |  |
|                              |                              |                              |                              |                              |                              |                                        |                                        |                                        |                                        |                                        |                                        | FERDINANDO *1345 †1383               | FERDINANDO *1345 †1383               | FERDINANDO *1345 †1383               | FERDINANDO *1345 †1383               | FERDINANDO *1345 †1383               | FERDINANDO *1345 †1383               |                                                                          |                                  |                                  |                                  |                                  |                                  | GIOVANNI I d'Aviz (illegittimo) *1358 †1433                   | GIOVANNI I d'Aviz (illegittimo) *1358 †1433   | GIOVANNI I d'Aviz (illegittimo) *1358 †1433   | GIOVANNI I d'Aviz (illegittimo) *1358 †1433   | GIOVANNI I d'Aviz (illegittimo) *1358 †1433   | GIOVANNI I d'Aviz (illegittimo) *1358 †1433   |  |  |  |  |  |  |  |  |  |  |  |  |  |  |  |  |  |  |  |  |  |  |  |  |  |  |  |  |  |  |
|                              |                              |                              |                              |                              |                              |                                        |                                        |                                        |                                        |                                        |                                        |                                      |                                      |                                      |                                      |                                      |                                      |                                                                          |                                  |                                  |                                  |                                  |                                  |                                                               |                                               |                                               |                                               |                                               |                                               |  |  |  |  |  |  |  |  |  |  |  |  |  |  |  |  |  |  |  |  |  |  |  |  |  |  |  |  |  |  |
|                              |                              |                              |                              |                              |                              |                                        |                                        |                                        |                                        |                                        |                                        | BEATRICE *1372 †d.1409               | BEATRICE *1372 †d.1409               | BEATRICE *1372 †d.1409               | BEATRICE *1372 †d.1409               | BEATRICE *1372 †d.1409               | BEATRICE *1372 †d.1409               | EDOARDO *1391 †1438                                                      | EDOARDO *1391 †1438              | EDOARDO *1391 †1438              | EDOARDO *1391 †1438              | EDOARDO *1391 †1438              | EDOARDO *1391 †1438              | Alfonso di Braganza (illegittimo) *1377 †1461                 | Alfonso di Braganza (illegittimo) *1377 †1461 | Alfonso di Braganza (illegittimo) *1377 †1461 | Alfonso di Braganza (illegittimo) *1377 †1461 | Alfonso di Braganza (illegittimo) *1377 †1461 | Alfonso di Braganza (illegittimo) *1377 †1461 |  |  |  |  |  |  |  |  |  |  |  |  |  |  |  |  |  |  |  |  |  |  |  |  |  |  |  |  |  |  |
|                              |                              |                              |                              |                              |                              |                                        |                                        |                                        |                                        |                                        |                                        | BEATRICE *1372 †d.1409               | BEATRICE *1372 †d.1409               | BEATRICE *1372 †d.1409               | BEATRICE *1372 †d.1409               | BEATRICE *1372 †d.1409               | BEATRICE *1372 †d.1409               | EDOARDO *1391 †1438                                                      | EDOARDO *1391 †1438              | EDOARDO *1391 †1438              | EDOARDO *1391 †1438              | EDOARDO *1391 †1438              | EDOARDO *1391 †1438              | Alfonso di Braganza (illegittimo) *1377 †1461                 | Alfonso di Braganza (illegittimo) *1377 †1461 | Alfonso di Braganza (illegittimo) *1377 †1461 | Alfonso di Braganza (illegittimo) *1377 †1461 | Alfonso di Braganza (illegittimo) *1377 †1461 | Alfonso di Braganza (illegittimo) *1377 †1461 |  |  |  |  |  |  |  |  |  |  |  |  |  |  |  |  |  |  |  |  |  |  |  |  |  |  |  |  |  |  |
|                              |                              |                              |                              |                              |                              |                                        |                                        |                                        |                                        |                                        |                                        |                                      |                                      |                                      |                                      |                                      |                                      |                                                                          |                                  |                                  |                                  |                                  |                                  |                                                               |                                               |                                               |                                               |                                               |                                               |  |  |  |  |  |  |  |  |  |  |  |  |  |  |  |  |  |  |  |  |  |  |  |  |  |  |  |  |  |  |
|                              |                              |                              |                              |                              |                              |                                        |                                        |                                        |                                        |                                        |                                        | ALFONSO V *1432 †1481                | ALFONSO V *1432 †1481                | ALFONSO V *1432 †1481                | ALFONSO V *1432 †1481                | ALFONSO V *1432 †1481                | ALFONSO V *1432 †1481                | Ferdinando *1433 †1470                                                   | Ferdinando *1433 †1470           | Ferdinando *1433 †1470           | Ferdinando *1433 †1470           | Ferdinando *1433 †1470           | Ferdinando *1433 †1470           | Ferdinando I *1403 †1478                                      | Ferdinando I *1403 †1478                      | Ferdinando I *1403 †1478                      | Ferdinando I *1403 †1478                      | Ferdinando I *1403 †1478                      | Ferdinando I *1403 †1478                      |  |  |  |  |  |  |  |  |  |  |  |  |  |  |  |  |  |  |  |  |  |  |  |  |  |  |  |  |  |  |
|                              |                              |                              |                              |                              |                              |                                        |                                        |                                        |                                        |                                        |                                        | ALFONSO V *1432 †1481                | ALFONSO V *1432 †1481                | ALFONSO V *1432 †1481                | ALFONSO V *1432 †1481                | ALFONSO V *1432 †1481                | ALFONSO V *1432 †1481                | Ferdinando *1433 †1470                                                   | Ferdinando *1433 †1470           | Ferdinando *1433 †1470           | Ferdinando *1433 †1470           | Ferdinando *1433 †1470           | Ferdinando *1433 †1470           | Ferdinando I *1403 †1478                                      | Ferdinando I *1403 †1478                      | Ferdinando I *1403 †1478                      | Ferdinando I *1403 †1478                      | Ferdinando I *1403 †1478                      | Ferdinando I *1403 †1478                      |  |  |  |  |  |  |  |  |  |  |  |  |  |  |  |  |  |  |  |  |  |  |  |  |  |  |  |  |  |  |
|                              |                              |                              |                              |                              |                              |                                        |                                        |                                        |                                        |                                        |                                        | GIOVANNI II *1455 †1495              | GIOVANNI II *1455 †1495              | GIOVANNI II *1455 †1495              | GIOVANNI II *1455 †1495              | GIOVANNI II *1455 †1495              | GIOVANNI II *1455 †1495              | MANUELE I *1469 †1521                                                    | MANUELE I *1469 †1521            | MANUELE I *1469 †1521            | MANUELE I *1469 †1521            | MANUELE I *1469 †1521            | MANUELE I *1469 †1521            | Ferdinando II *1430 †1483                                     | Ferdinando II *1430 †1483                     | Ferdinando II *1430 †1483                     | Ferdinando II *1430 †1483                     | Ferdinando II *1430 †1483                     | Ferdinando II *1430 †1483                     |  |  |  |  |  |  |  |  |  |  |  |  |  |  |  |  |  |  |  |  |  |  |  |  |  |  |  |  |  |  |
|                              |                              |                              |                              |                              |                              |                                        |                                        |                                        |                                        |                                        |                                        | GIOVANNI II *1455 †1495              | GIOVANNI II *1455 †1495              | GIOVANNI II *1455 †1495              | GIOVANNI II *1455 †1495              | GIOVANNI II *1455 †1495              | GIOVANNI II *1455 †1495              | MANUELE I *1469 †1521                                                    | MANUELE I *1469 †1521            | MANUELE I *1469 †1521            | MANUELE I *1469 †1521            | MANUELE I *1469 †1521            | MANUELE I *1469 †1521            | Ferdinando II *1430 †1483                                     | Ferdinando II *1430 †1483                     | Ferdinando II *1430 †1483                     | Ferdinando II *1430 †1483                     | Ferdinando II *1430 †1483                     | Ferdinando II *1430 †1483                     |  |  |  |  |  |  |  |  |  |  |  |  |  |  |  |  |  |  |  |  |  |  |  |  |  |  |  |  |  |  |
|                              |                              |                              |                              |                              |                              |                                        |                                        |                                        |                                        |                                        |                                        |                                      |                                      |                                      |                                      |                                      |                                      |                                                                          |                                  |                                  |                                  |                                  |                                  |                                                               |                                               |                                               |                                               |                                               |                                               |  |  |  |  |  |  |  |  |  |  |  |  |  |  |  |  |  |  |  |  |  |  |  |  |  |  |  |  |  |  |
| GIOVANNI III *1502 †1557     | GIOVANNI III *1502 †1557     | GIOVANNI III *1502 †1557     | GIOVANNI III *1502 †1557     | GIOVANNI III *1502 †1557     | GIOVANNI III *1502 †1557     | Isabella *1503 †1539 Carlo V d'Asburgo | Isabella *1503 †1539 Carlo V d'Asburgo | Isabella *1503 †1539 Carlo V d'Asburgo | Isabella *1503 †1539 Carlo V d'Asburgo | Isabella *1503 †1539 Carlo V d'Asburgo | Isabella *1503 †1539 Carlo V d'Asburgo | ENRICO *1512 †1580                   | ENRICO *1512 †1580                   | ENRICO *1512 †1580                   | ENRICO *1512 †1580                   | ENRICO *1512 †1580                   | ENRICO *1512 †1580                   | Edoardo di Guimarães *1515 †1540                                         | Edoardo di Guimarães *1515 †1540 | Edoardo di Guimarães *1515 †1540 | Edoardo di Guimarães *1515 †1540 | Edoardo di Guimarães *1515 †1540 | Edoardo di Guimarães *1515 †1540 | Giacomo *1479 †1532                                           | Giacomo *1479 †1532                           | Giacomo *1479 †1532                           | Giacomo *1479 †1532                           | Giacomo *1479 †1532                           | Giacomo *1479 †1532                           |  |  |  |  |  |  |  |  |  |  |  |  |  |  |  |  |  |  |  |  |  |  |  |  |  |  |  |  |  |  |
| GIOVANNI III *1502 †1557     | GIOVANNI III *1502 †1557     | GIOVANNI III *1502 †1557     | GIOVANNI III *1502 †1557     | GIOVANNI III *1502 †1557     | GIOVANNI III *1502 †1557     | Isabella *1503 †1539 Carlo V d'Asburgo | Isabella *1503 †1539 Carlo V d'Asburgo | Isabella *1503 †1539 Carlo V d'Asburgo | Isabella *1503 †1539 Carlo V d'Asburgo | Isabella *1503 †1539 Carlo V d'Asburgo | Isabella *1503 †1539 Carlo V d'Asburgo | ENRICO *1512 †1580                   | ENRICO *1512 †1580                   | ENRICO *1512 †1580                   | ENRICO *1512 †1580                   | ENRICO *1512 †1580                   | ENRICO *1512 †1580                   | Edoardo di Guimarães *1515 †1540                                         | Edoardo di Guimarães *1515 †1540 | Edoardo di Guimarães *1515 †1540 | Edoardo di Guimarães *1515 †1540 | Edoardo di Guimarães *1515 †1540 | Edoardo di Guimarães *1515 †1540 | Giacomo *1479 †1532                                           | Giacomo *1479 †1532                           | Giacomo *1479 †1532                           | Giacomo *1479 †1532                           | Giacomo *1479 †1532                           | Giacomo *1479 †1532                           |  |  |  |  |  |  |  |  |  |  |  |  |  |  |  |  |  |  |  |  |  |  |  |  |  |  |  |  |  |  |
|                              |                              |                              |                              |                              |                              |                                        |                                        |                                        |                                        |                                        |                                        |                                      |                                      |                                      |                                      |                                      |                                      |                                                                          |                                  |                                  |                                  |                                  |                                  |                                                               |                                               |                                               |                                               |                                               |                                               |  |  |  |  |  |  |  |  |  |  |  |  |  |  |  |  |  |  |  |  |  |  |  |  |  |  |  |  |  |  |
| Giovanni Manuele *1537 †1554 | Giovanni Manuele *1537 †1554 | Giovanni Manuele *1537 †1554 | Giovanni Manuele *1537 †1554 | Giovanni Manuele *1537 †1554 | Giovanni Manuele *1537 †1554 | FILIPPO I (II) *1527 †1598             | FILIPPO I (II) *1527 †1598             | FILIPPO I (II) *1527 †1598             | FILIPPO I (II) *1527 †1598             | FILIPPO I (II) *1527 †1598             | FILIPPO I (II) *1527 †1598             | Maria *1538 †1577 Alessandro Farnese | Maria *1538 †1577 Alessandro Farnese | Maria *1538 †1577 Alessandro Farnese | Maria *1538 †1577 Alessandro Farnese | Maria *1538 †1577 Alessandro Farnese | Maria *1538 †1577 Alessandro Farnese | Caterina *1540 †1614                                                     | Caterina *1540 †1614             | Caterina *1540 †1614             | Caterina *1540 †1614             | Caterina *1540 †1614             | Caterina *1540 †1614             | Teodosio I *1510 †1563                                        | Teodosio I *1510 †1563                        | Teodosio I *1510 †1563                        | Teodosio I *1510 †1563                        | Teodosio I *1510 †1563                        | Teodosio I *1510 †1563                        |  |  |  |  |  |  |  |  |  |  |  |  |  |  |  |  |  |  |  |  |  |  |  |  |  |  |  |  |  |  |
| Giovanni Manuele *1537 †1554 | Giovanni Manuele *1537 †1554 | Giovanni Manuele *1537 †1554 | Giovanni Manuele *1537 †1554 | Giovanni Manuele *1537 †1554 | Giovanni Manuele *1537 †1554 | FILIPPO I (II) *1527 †1598             | FILIPPO I (II) *1527 †1598             | FILIPPO I (II) *1527 †1598             | FILIPPO I (II) *1527 †1598             | FILIPPO I (II) *1527 †1598             | FILIPPO I (II) *1527 †1598             | Maria *1538 †1577 Alessandro Farnese | Maria *1538 †1577 Alessandro Farnese | Maria *1538 †1577 Alessandro Farnese | Maria *1538 †1577 Alessandro Farnese | Maria *1538 †1577 Alessandro Farnese | Maria *1538 †1577 Alessandro Farnese | Caterina *1540 †1614                                                     | Caterina *1540 †1614             | Caterina *1540 †1614             | Caterina *1540 †1614             | Caterina *1540 †1614             | Caterina *1540 †1614             | Teodosio I *1510 †1563                                        | Teodosio I *1510 †1563                        | Teodosio I *1510 †1563                        | Teodosio I *1510 †1563                        | Teodosio I *1510 †1563                        | Teodosio I *1510 †1563                        |  |  |  |  |  |  |  |  |  |  |  |  |  |  |  |  |  |  |  |  |  |  |  |  |  |  |  |  |  |  |
| SEBASTIANO *1554 †1578       | SEBASTIANO *1554 †1578       | SEBASTIANO *1554 †1578       | SEBASTIANO *1554 †1578       | SEBASTIANO *1554 †1578       | SEBASTIANO *1554 †1578       | FILIPPO II (III) *1578 †1621           | FILIPPO II (III) *1578 †1621           | FILIPPO II (III) *1578 †1621           | FILIPPO II (III) *1578 †1621           | FILIPPO II (III) *1578 †1621           | FILIPPO II (III) *1578 †1621           |                                      |                                      |                                      |                                      |                                      |                                      |                                                                          |                                  |                                  |                                  |                                  |                                  | Giovanni *1543 †1583                                          | Giovanni *1543 †1583                          | Giovanni *1543 †1583                          | Giovanni *1543 †1583                          | Giovanni *1543 †1583                          | Giovanni *1543 †1583                          |  |  |  |  |  |  |  |  |  |  |  |  |  |  |  |  |  |  |  |  |  |  |  |  |  |  |  |  |  |  |
| SEBASTIANO *1554 †1578       | SEBASTIANO *1554 †1578       | SEBASTIANO *1554 †1578       | SEBASTIANO *1554 †1578       | SEBASTIANO *1554 †1578       | SEBASTIANO *1554 †1578       | FILIPPO II (III) *1578 †1621           | FILIPPO II (III) *1578 †1621           | FILIPPO II (III) *1578 †1621           | FILIPPO II (III) *1578 †1621           | FILIPPO II (III) *1578 †1621           | FILIPPO II (III) *1578 †1621           |                                      |                                      |                                      |                                      |                                      |                                      |                                                                          |                                  |                                  |                                  |                                  |                                  | Giovanni *1543 †1583                                          | Giovanni *1543 †1583                          | Giovanni *1543 †1583                          | Giovanni *1543 †1583                          | Giovanni *1543 †1583                          | Giovanni *1543 †1583                          |  |  |  |  |  |  |  |  |  |  |  |  |  |  |  |  |  |  |  |  |  |  |  |  |  |  |  |  |  |  |
|                              |                              |                              |                              |                              |                              |                                        |                                        |                                        |                                        |                                        |                                        |                                      |                                      |                                      |                                      |                                      |                                      |                                                                          |                                  |                                  |                                  |                                  |                                  |                                                               |                                               |                                               |                                               |                                               |                                               |  |  |  |  |  |  |  |  |  |  |  |  |  |  |  |  |  |  |  |  |  |  |  |  |  |  |  |  |  |  |
|                              |                              |                              |                              |                              |                              | FILIPPO III (IV) *1605 †1665           | FILIPPO III (IV) *1605 †1665           | FILIPPO III (IV) *1605 †1665           | FILIPPO III (IV) *1605 †1665           | FILIPPO III (IV) *1605 †1665           | FILIPPO III (IV) *1605 †1665           |                                      |                                      |                                      |                                      |                                      |                                      | Teodosio II *1568 †1630                                                  | Teodosio II *1568 †1630          | Teodosio II *1568 †1630          | Teodosio II *1568 †1630          | Teodosio II *1568 †1630          | Teodosio II *1568 †1630          |                                                               |                                               |                                               |                                               |                                               |                                               |  |  |  |  |  |  |  |  |  |  |  |  |  |  |  |  |  |  |  |  |  |  |  |  |  |  |  |  |  |  |
|                              |                              |                              |                              |                              |                              | FILIPPO III (IV) *1605 †1665           | FILIPPO III (IV) *1605 †1665           | FILIPPO III (IV) *1605 †1665           | FILIPPO III (IV) *1605 †1665           | FILIPPO III (IV) *1605 †1665           | FILIPPO III (IV) *1605 †1665           |                                      |                                      |                                      |                                      |                                      |                                      | Teodosio II *1568 †1630                                                  | Teodosio II *1568 †1630          | Teodosio II *1568 †1630          | Teodosio II *1568 †1630          | Teodosio II *1568 †1630          | Teodosio II *1568 †1630          |                                                               |                                               |                                               |                                               |                                               |                                               |  |  |  |  |  |  |  |  |  |  |  |  |  |  |  |  |  |  |  |  |  |  |  |  |  |  |  |  |  |  |
|                              |                              |                              |                              |                              |                              |                                        |                                        |                                        |                                        |                                        |                                        |                                      |                                      |                                      |                                      |                                      |                                      | GIOVANNI IV *1604 †1656                                                  |                                  |                                  |                                  |                                  |                                  |                                                               |                                               |                                               |                                               |                                               |                                               |  |  |  |  |  |  |  |  |  |  |  |  |  |  |  |  |  |  |  |  |  |  |  |  |  |  |  |  |  |  |
|                              |                              |                              |                              |                              |                              |                                        |                                        |                                        |                                        |                                        |                                        |                                      |                                      |                                      |                                      |                                      |                                      |                                                                          |                                  |                                  |                                  |                                  |                                  |                                                               |                                               |                                               |                                               |                                               |                                               |  |  |  |  |  |  |  |  |  |  |  |  |  |  |  |  |  |  |  |  |  |  |  |  |  |  |  |  |  |  |
|                              |                              |                              |                              |                              |                              |                                        |                                        |                                        |                                        |                                        |                                        |                                      |                                      |                                      |                                      |                                      |                                      |                                                                          |                                  |                                  |                                  |                                  |                                  |                                                               |                                               |                                               |                                               |                                               |                                               |  |  |  |  |  |  |  |  |  |  |  |  |  |  |  |  |  |  |  |  |  |  |  |  |  |  |  |  |  |  |
|                              |                              |                              |                              |                              |                              |                                        |                                        |                                        |                                        |                                        |                                        | ALFONSO VI *1643 †1683               | ALFONSO VI *1643 †1683               | ALFONSO VI *1643 †1683               | ALFONSO VI *1643 †1683               | ALFONSO VI *1643 †1683               | ALFONSO VI *1643 †1683               | PIETRO II *1648 †1706                                                    | PIETRO II *1648 †1706            | PIETRO II *1648 †1706            | PIETRO II *1648 †1706            | PIETRO II *1648 †1706            | PIETRO II *1648 †1706            |                                                               |                                               |                                               |                                               |                                               |                                               |  |  |  |  |  |  |  |  |  |  |  |  |  |  |  |  |  |  |  |  |  |  |  |  |  |  |  |  |  |  |
|                              |                              |                              |                              |                              |                              |                                        |                                        |                                        |                                        |                                        |                                        | ALFONSO VI *1643 †1683               | ALFONSO VI *1643 †1683               | ALFONSO VI *1643 †1683               | ALFONSO VI *1643 †1683               | ALFONSO VI *1643 †1683               | ALFONSO VI *1643 †1683               | PIETRO II *1648 †1706                                                    | PIETRO II *1648 †1706            | PIETRO II *1648 †1706            | PIETRO II *1648 †1706            | PIETRO II *1648 †1706            | PIETRO II *1648 †1706            |                                                               |                                               |                                               |                                               |                                               |                                               |  |  |  |  |  |  |  |  |  |  |  |  |  |  |  |  |  |  |  |  |  |  |  |  |  |  |  |  |  |  |
|                              |                              |                              |                              |                              |                              |                                        |                                        |                                        |                                        |                                        |                                        |                                      |                                      |                                      |                                      |                                      |                                      | GIOVANNI V *1689 †1750                                                   |                                  |                                  |                                  |                                  |                                  |                                                               |                                               |                                               |                                               |                                               |                                               |  |  |  |  |  |  |  |  |  |  |  |  |  |  |  |  |  |  |  |  |  |  |  |  |  |  |  |  |  |  |
|                              |                              |                              |                              |                              |                              |                                        |                                        |                                        |                                        |                                        |                                        |                                      |                                      |                                      |                                      |                                      |                                      |                                                                          |                                  |                                  |                                  |                                  |                                  |                                                               |                                               |                                               |                                               |                                               |                                               |  |  |  |  |  |  |  |  |  |  |  |  |  |  |  |  |  |  |  |  |  |  |  |  |  |  |  |  |  |  |
|                              |                              |                              |                              |                              |                              |                                        |                                        |                                        |                                        |                                        |                                        |                                      |                                      |                                      |                                      |                                      |                                      |                                                                          |                                  |                                  |                                  |                                  |                                  |                                                               |                                               |                                               |                                               |                                               |                                               |  |  |  |  |  |  |  |  |  |  |  |  |  |  |  |  |  |  |  |  |  |  |  |  |  |  |  |  |  |  |
|                              |                              |                              |                              |                              |                              |                                        |                                        |                                        |                                        |                                        |                                        |                                      |                                      |                                      |                                      |                                      |                                      | GIUSEPPE *1714 †1777                                                     | GIUSEPPE *1714 †1777             | GIUSEPPE *1714 †1777             | GIUSEPPE *1714 †1777             | GIUSEPPE *1714 †1777             | GIUSEPPE *1714 †1777             | PIETRO III *1717 †1786                                        | PIETRO III *1717 †1786                        | PIETRO III *1717 †1786                        | PIETRO III *1717 †1786                        | PIETRO III *1717 †1786                        | PIETRO III *1717 †1786                        |  |  |  |  |  |  |  |  |  |  |  |  |  |  |  |  |  |  |  |  |  |  |  |  |  |  |  |  |  |  |
|                              |                              |                              |                              |                              |                              |                                        |                                        |                                        |                                        |                                        |                                        |                                      |                                      |                                      |                                      |                                      |                                      | GIUSEPPE *1714 †1777                                                     | GIUSEPPE *1714 †1777             | GIUSEPPE *1714 †1777             | GIUSEPPE *1714 †1777             | GIUSEPPE *1714 †1777             | GIUSEPPE *1714 †1777             | PIETRO III *1717 †1786                                        | PIETRO III *1717 †1786                        | PIETRO III *1717 †1786                        | PIETRO III *1717 †1786                        | PIETRO III *1717 †1786                        | PIETRO III *1717 †1786                        |  |  |  |  |  |  |  |  |  |  |  |  |  |  |  |  |  |  |  |  |  |  |  |  |  |  |  |  |  |  |
|                              |                              |                              |                              |                              |                              |                                        |                                        |                                        |                                        |                                        |                                        |                                      |                                      |                                      |                                      |                                      |                                      | MARIA I *1734 †1816                                                      |                                  |                                  |                                  |                                  |                                  |                                                               |                                               |                                               |                                               |                                               |                                               |  |  |  |  |  |  |  |  |  |  |  |  |  |  |  |  |  |  |  |  |  |  |  |  |  |  |  |  |  |  |
|                              |                              |                              |                              |                              |                              |                                        |                                        |                                        |                                        |                                        |                                        |                                      |                                      |                                      |                                      |                                      |                                      |                                                                          |                                  |                                  |                                  |                                  |                                  |                                                               |                                               |                                               |                                               |                                               |                                               |  |  |  |  |  |  |  |  |  |  |  |  |  |  |  |  |  |  |  |  |  |  |  |  |  |  |  |  |  |  |
|                              |                              |                              |                              |                              |                              |                                        |                                        |                                        |                                        |                                        |                                        |                                      |                                      |                                      |                                      |                                      |                                      |                                                                          |                                  |                                  |                                  |                                  |                                  |                                                               |                                               |                                               |                                               |                                               |                                               |  |  |  |  |  |  |  |  |  |  |  |  |  |  |  |  |  |  |  |  |  |  |  |  |  |  |  |  |  |  |
|                              |                              |                              |                              |                              |                              |                                        |                                        |                                        |                                        |                                        |                                        |                                      |                                      |                                      |                                      |                                      |                                      | GIOVANNI VI *1767 †1826                                                  |                                  |                                  |                                  |                                  |                                  |                                                               |                                               |                                               |                                               |                                               |                                               |  |  |  |  |  |  |  |  |  |  |  |  |  |  |  |  |  |  |  |  |  |  |  |  |  |  |  |  |  |  |
|                              |                              |                              |                              |                              |                              |                                        |                                        |                                        |                                        |                                        |                                        |                                      |                                      |                                      |                                      |                                      |                                      |                                                                          |                                  |                                  |                                  |                                  |                                  |                                                               |                                               |                                               |                                               |                                               |                                               |  |  |  |  |  |  |  |  |  |  |  |  |  |  |  |  |  |  |  |  |  |  |  |  |  |  |  |  |  |  |
|                              |                              |                              |                              |                              |                              |                                        |                                        |                                        |                                        |                                        |                                        |                                      |                                      |                                      |                                      |                                      |                                      |                                                                          |                                  |                                  |                                  |                                  |                                  |                                                               |                                               |                                               |                                               |                                               |                                               |  |  |  |  |  |  |  |  |  |  |  |  |  |  |  |  |  |  |  |  |  |  |  |  |  |  |  |  |  |  |
|                              |                              |                              |                              |                              |                              |                                        |                                        |                                        |                                        |                                        |                                        |                                      |                                      |                                      |                                      |                                      |                                      | PIETRO IV (I) *1798 †1834                                                | PIETRO IV (I) *1798 †1834        | PIETRO IV (I) *1798 †1834        | PIETRO IV (I) *1798 †1834        | PIETRO IV (I) *1798 †1834        | PIETRO IV (I) *1798 †1834        | MICHELE *1802 †1866                                           | MICHELE *1802 †1866                           | MICHELE *1802 †1866                           | MICHELE *1802 †1866                           | MICHELE *1802 †1866                           | MICHELE *1802 †1866                           |  |  |  |  |  |  |  |  |  |  |  |  |  |  |  |  |  |  |  |  |  |  |  |  |  |  |  |  |  |  |
|                              |                              |                              |                              |                              |                              |                                        |                                        |                                        |                                        |                                        |                                        |                                      |                                      |                                      |                                      |                                      |                                      | PIETRO IV (I) *1798 †1834                                                | PIETRO IV (I) *1798 †1834        | PIETRO IV (I) *1798 †1834        | PIETRO IV (I) *1798 †1834        | PIETRO IV (I) *1798 †1834        | PIETRO IV (I) *1798 †1834        | MICHELE *1802 †1866                                           | MICHELE *1802 †1866                           | MICHELE *1802 †1866                           | MICHELE *1802 †1866                           | MICHELE *1802 †1866                           | MICHELE *1802 †1866                           |  |  |  |  |  |  |  |  |  |  |  |  |  |  |  |  |  |  |  |  |  |  |  |  |  |  |  |  |  |  |
|                              |                              |                              |                              |                              |                              |                                        |                                        |                                        |                                        |                                        |                                        |                                      |                                      |                                      |                                      |                                      |                                      | MARIA II *1819 †1853 FERDINANDO II di Sassonia-Coburgo-Gotha *1816 †1885 |                                  |                                  |                                  |                                  |                                  |                                                               |                                               |                                               |                                               |                                               |                                               |  |  |  |  |  |  |  |  |  |  |  |  |  |  |  |  |  |  |  |  |  |  |  |  |  |  |  |  |  |  |
|                              |                              |                              |                              |                              |                              |                                        |                                        |                                        |                                        |                                        |                                        |                                      |                                      |                                      |                                      |                                      |                                      |                                                                          |                                  |                                  |                                  |                                  |                                  |                                                               |                                               |                                               |                                               |                                               |                                               |  |  |  |  |  |  |  |  |  |  |  |  |  |  |  |  |  |  |  |  |  |  |  |  |  |  |  |  |  |  |
|                              |                              |                              |                              |                              |                              |                                        |                                        |                                        |                                        |                                        |                                        |                                      |                                      |                                      |                                      |                                      |                                      |                                                                          |                                  |                                  |                                  |                                  |                                  |                                                               |                                               |                                               |                                               |                                               |                                               |  |  |  |  |  |  |  |  |  |  |  |  |  |  |  |  |  |  |  |  |  |  |  |  |  |  |  |  |  |  |
|                              |                              |                              |                              |                              |                              |                                        |                                        |                                        |                                        |                                        |                                        | PIETRO V *1837 †1861                 | PIETRO V *1837 †1861                 | PIETRO V *1837 †1861                 | PIETRO V *1837 †1861                 | PIETRO V *1837 †1861                 | PIETRO V *1837 †1861                 | LUIGI *1838 †1889                                                        | LUIGI *1838 †1889                | LUIGI *1838 †1889                | LUIGI *1838 †1889                | LUIGI *1838 †1889                | LUIGI *1838 †1889                |                                                               |                                               |                                               |                                               |                                               |                                               |  |  |  |  |  |  |  |  |  |  |  |  |  |  |  |  |  |  |  |  |  |  |  |  |  |  |  |  |  |  |
|                              |                              |                              |                              |                              |                              |                                        |                                        |                                        |                                        |                                        |                                        | PIETRO V *1837 †1861                 | PIETRO V *1837 †1861                 | PIETRO V *1837 †1861                 | PIETRO V *1837 †1861                 | PIETRO V *1837 †1861                 | PIETRO V *1837 †1861                 | LUIGI *1838 †1889                                                        | LUIGI *1838 †1889                | LUIGI *1838 †1889                | LUIGI *1838 †1889                | LUIGI *1838 †1889                | LUIGI *1838 †1889                |                                                               |                                               |                                               |                                               |                                               |                                               |  |  |  |  |  |  |  |  |  |  |  |  |  |  |  |  |  |  |  |  |  |  |  |  |  |  |  |  |  |  |
|                              |                              |                              |                              |                              |                              |                                        |                                        |                                        |                                        |                                        |                                        |                                      |                                      |                                      |                                      |                                      |                                      | CARLO *1863 †1908                                                        |                                  |                                  |                                  |                                  |                                  |                                                               |                                               |                                               |                                               |                                               |                                               |  |  |  |  |  |  |  |  |  |  |  |  |  |  |  |  |  |  |  |  |  |  |  |  |  |  |  |  |  |  |
|                              |                              |                              |                              |                              |                              |                                        |                                        |                                        |                                        |                                        |                                        |                                      |                                      |                                      |                                      |                                      |                                      |                                                                          |                                  |                                  |                                  |                                  |                                  |                                                               |                                               |                                               |                                               |                                               |                                               |  |  |  |  |  |  |  |  |  |  |  |  |  |  |  |  |  |  |  |  |  |  |  |  |  |  |  |  |  |  |
|                              |                              |                              |                              |                              |                              |                                        |                                        |                                        |                                        |                                        |                                        |                                      |                                      |                                      |                                      |                                      |                                      |                                                                          |                                  |                                  |                                  |                                  |                                  |                                                               |                                               |                                               |                                               |                                               |                                               |  |  |  |  |  |  |  |  |  |  |  |  |  |  |  |  |  |  |  |  |  |  |  |  |  |  |  |  |  |  |
|                              |                              |                              |                              |                              |                              |                                        |                                        |                                        |                                        |                                        |                                        | Luigi Filippo *1887 †1908            | Luigi Filippo *1887 †1908            | Luigi Filippo *1887 †1908            | Luigi Filippo *1887 †1908            | Luigi Filippo *1887 †1908            | Luigi Filippo *1887 †1908            | MANUELE II *1889 †1932                                                   | MANUELE II *1889 †1932           | MANUELE II *1889 †1932           | MANUELE II *1889 †1932           | MANUELE II *1889 †1932           | MANUELE II *1889 †1932           |                                                               |                                               |                                               |                                               |                                               |                                               |  |  |  |  |  |  |  |  |  |  |  |  |  |  |  |  |  |  |  |  |  |  |  |  |  |  |  |  |  |  |